# Comocladia domingensis
Comocladia domingensis är en sumakväxtart som beskrevs av Nathaniel Lord Britton. Comocladia domingensis ingår i släktet Comocladia och familjen sumakväxter. Inga underarter finns listade i Catalogue of Life.